# Habibi, amor mio
Habibi, amor mio è un film del 1981 diretto da Luis Gomez Valdivieso. 
Si tratta di un film spagnolo co-prodotto dalla Virtus di Roma.

## Trama
Il giovane Stefano si innamora di una ragazza spagnola, Habibi. I due si fidanzano, ma, dopo un periodo felice, Stefano scoprirà i tradimenti della ragazza. Ciò porterà i protagonisti ad allontanarsi e a cercare nuove strade; questa sarà per loro l'occasione di riflettere su se stessi e sulla perdita dei valori della vita.

## Distribuzione
Il film venne distribuito inizialmente soltanto in Spagna, nel primo semestre del 1981, in sei sale. Qualche mese dopo uscì nelle sale italiane. Fu in seguito pubblicato con titoli diversi in vari paesi, tra cui Francia, Germania, Ungheria.

## Accoglienza

### Critica
Il film ottenne diverse recensioni positive.